# Lucy Doraine
Lucy Doraine (născută ca Ilona Kovács; n. 22 mai 1898, Budapesta, Austro-Ungaria – d. 14 octombrie 1989, Los Angeles, California, SUA) a fost o actriță de film maghiară din epoca filmului mut care a trăit și a lucrat în Austria și Statele Unite ale Americii. 
Născută ca Ilona Kovács la Budapesta, ea a apărut în peste 20 de filme între 1918 și 1931. A fost căsătorită cu regizorul de film Michael Curtiz între 1918 și 1923. Ea a murit la Los Angeles, California, la vârsta de 91 de ani.

## Biografie
A studiat teatrul la Școala de Teatru Rákosi Szidi, în ciuda opoziției părinților săi. Cariera actriței a fost regizată de Mihaly Kertész (Michael Curtiz). În mai 1919, Mihály Kertész a primit o ofertă de la compania de film Sascha din Viena.
În frământările politice din Republica Sovietică Ungaria, ea a fugit la Viena în 1919 împreună cu soțul ei, regizorul Michael Curtiz, la fel ca mulți alți regizori maghiari. De dragul lui, ea a renunțat la actorie după nunta lor. După trei ani, totuși, a reușit să se întoarcă în industria cinematografică și, ulterior, a fost transformată într-o vedetă de film de către soțul ei și angajatorul său, Sascha-Film. Până la divorțul de soțul ei în 1923, Lucy Doraine a fost actrița principală în majoritatea filmelor soțului ei. Ea a jucat rolul principal în luxosul film monumental Sodoma și Gomora, produs între 1920 și 1922 .
S-a mutat la München în 1922, apoi la Berlin. În 1923 a fondat Lucy-Doraine-Film și a jucat în mai multe producții proprii. Fabrica de tutun și țigări G. Zuban din München a lansat o marcă de țigări care îi poartă numele în 1926. Până în 1927 a jucat în zece filme germane, inclusiv comedii de Felix Basch⁠(d) și Richard Eichberg⁠(d). Printre partenerii săi s-au numărat Hans Albers⁠(d) și Conrad Veidt. 
În 1928 a primit o ofertă de la Hollywood, dar acolo a avut soarta a numeroase vedete ale filmului mut, în special a celor a căror limbă maternă nu era engleza: după câteva roluri nereușite, a ieșit din afaceri și a fost uitată rapid.
Fiica ei, cu Michael Curtiz, Kitty Curtiz-Eberson (Katherine Kertesz, 25 noiembrie 1915 - 31 decembrie 2006) a fost cântăreață, poetă și autoare.

## Filmografie
- A Napraforgós hölgy⁠(d) (1918)
- Jön az öcsém⁠(d) (1919)
- Die Dame mit dem schwarzen Handschuh⁠(d) (1919)
- Der Stern von Damaskus⁠(d) (1920)
- Die Gottesgeisel⁠(d) (1920)
- Miss Tutti Frutti⁠(d) (1921)
- Herzogin Satanella⁠(d) (1921)
- Frau Dorothys Bekenntnis⁠(d) (1921)
- Labyrinth des Grauens⁠(d) (1921)
- Sodom und Gomorrha (1922)
- Victim of Love⁠(d) (1923)
- The Fifth Street⁠(d) (1923)
- Hunted Men⁠(d) (1924)
- To a Woman of Honour⁠(d) (1924)
- Destiny⁠(d) (1925)
- Love's Finale⁠(d) (1925)
- The Searching Soul⁠(d) (1925)
- The Prince and the Dancer⁠(d) (1926)
- Her Husband's Wife⁠(d) (1926)
- Alpine Tragedy⁠(d) (1927)
- Adoration⁠(d) (1928)
- Christina⁠(d) (1929)